# Magerweide Aschkabel
Die Magerweide Aschkabel ist ein FFH-Gebiet in der Stadt Arendsee (Altmark) im Altmarkkreis Salzwedel in Sachsen-Anhalt.

## Allgemeines
Das FFH-Gebiet ist circa 12 Hektar groß. Es liegt innerhalb des Landschaftsschutzgebietes „Arendsee“. Das FFH-Gebiet ist durch die Landesverordnung zur Unterschutzstellung der Natura 2000-Gebiete im Land Sachsen-Anhalt (N2000-LVO LSA) seit dem 21. Dezember 2018 rechtlich gesichert. Zuständige untere Naturschutzbehörde ist der Altmarkkreis Salzwedel.

## Beschreibung
Das FFH-Gebiet liegt nördlich von Arendsee (Altmark). Es umfasst eine Grünlandfläche und einen daran angrenzenden Kiefernforst. Die extensiv genutzte Grünlandfläche wird von einer Feuchtwiese mit kleinflächigen Beständen von Borstgrasrasen mit Borstgras, Drahtschmiele, Rotschwingel, Pfeifengras, Pillensegge, Besenheide, Dreizahn, Blutwurz und Echtem Ehrenpreis.